# Bureåfallet
Bureåfallet är den rättsprocess som följde efter att två nyfödda pojkar, Bo och Valter, förväxlats på Bureå sjukstuga år 1942 och skulle bytas tillbaka till sina biologiska föräldrar, Vilma och Wiktor Enkvist, och Dagny och Allan Svensson.
Förväxlingen skedde i samband med att barnen skulle överlämnas till sina mödrar för dagens andra amning. Sköterskan som hade uppdraget att överlämna barnen vid detta tillfälle måste lita till sitt goda minne för att säkerställa att rätt barn kom tillbaka till rätt moder; sjukstugan hade vid denna tid inte upprättat rutinen med sjukhusarmband, utan istället skrevs moderns namn ner på en lapp och lades under barnets kudde. Sköterskan bar därför barnen på den arm som motsvarade den sida av rummet som mödrarna låg på, för att undvika en förväxling, men gick av misstag förbi mödrarna i gången, fick vända tillbaka och lämnade över barnen till de väntande mödrarna, utan att genast uppmärksamma den vändningen i riktning som hon gjort. När amningen var avklarad blev sköterskan osäker på om överlämnandet gått rätt till och vände sig då till mödrarna för att reda ut det. Dagny Svensson identifierade då den hon ansåg var hennes barn varpå det andra barnet överlämnades till Vilma Enkvist, som inte var helt säker på att det verkligen var hennes barn som hon fått.
Efter hand växte misstanken hos paret Enkvist, särskilt med tanke på att de själva och deras förstfödde son var blåögda och den nyfödde sonen hade bruna ögon. Misstanken stärktes ytterligare efter en händelse år 1945, när barnen var tre år gamla, varpå ansvarig läkare på Bureå sjukstuga rådfrågades om förväxlingen. Läkaren avrådde paret från att gå vidare i ärendet, eftersom han ansåg att det redan gått för lång tid sedan den eventuella förväxlingen, och att det nu skulle bli svårt för barnen att byta föräldrar. Han menade att om man undersökt saken närmare innan barnen lämnat sjukstugan så hade moderskapet kunna säkerställas med hjälp av barnens viktnoteringar.
Paret var dock beslutsamma och påbörjade därför en rättslig process för att byta tillbaka barnen. Saken anmäldes till Landsfogden i Västerbottens län och en rättsmedicinsk undersökning inleddes för att säkerställa börd. Efter identifiering av blodgrupper enligt RH-systemet, antropologiska undersökningar och undersökning av ögonfärg, framkom att en förväxling hade ägt rum. Häradsrätten tilldelade paret Enkvist barnet Bo, som växt upp hos paret Svenssons, men Svenssons protesterade och förde domen vidare till Hovrätten för Övre Norrland. Hovrättens dom gick i linje med Häradsrättens. Målet avgjordes sedan i Högsta domstolen (NJA 1949 s. 144) och utfallet blev att barnen skulle bytas tillbaka. Den rättsliga processen var därmed över. Vid tiden för domslutet, var pojkarna redan sju år gamla. Paret Svensson valde att inte ta emot sin biologiska son Valter, som då adopterades av paret Enkvist. Bo och Valter växte därför upp som bröder.
Bureåfallet blev riksnyheter under 1940-talet och i norra Sverige var engagemanget stort. Det visade sig också under målets gång att det både innan och efter förväxlingen mellan paren Enkvists och Svenssons barn, skett fler förväxlingar i Bureå sjukstuga och att nya rutiner inte upprättats förrän i slutet av år 1945.
Författaren P.O. Enquist som var kusin med Vilma Enkvists son, var en av dem som engagerades av fallet, och använde det som verklighetsbakgrund för sin roman Kapten Nemos bibliotek från 1991. Filmaren och reportern Agneta Bernárdzon har senare gjort en dokumentärfilm om Bureåfallet, Kapten Nemos barn där hon blandar intervjuer med arkivmaterial. Filmen hade premiär på Stockholms filmfestival år 2010.